# Otto Kaldrack
Ernst Helmuth Otto Kaldrack (* 19. August 1875 in Eisleben; † 28. September 1955 in Bad Godesberg) war ein deutscher Generalmajor.

## Leben

### Militärkarriere
Kaldrack trat am 13. März 1894 als Fahnenjunker in das Infanterie-Regiment „Vogel von Falckenstein“ (7. Westfälisches) Nr. 56 der Preußischen Armee ein und avancierte bis Mitte August 1895 zum Sekondeleutnant. Am 14. September 1900 erfolgte seine Kommandierung als Kompanieoffizier an die Unteroffiziervorschule in Weilburg und am 18. August 1902 die Versetzung zur Unteroffizierschule in Potsdam. Er rückte Mitte Mai 1905 zum Oberleutnant auf und wurde am 18. August 1906 mit Wirkung zum 1. Oktober 1906 in das Colbergsche Grenadier-Regiment „Graf Gneisenau“ (2. Pommersches) Nr. 9 versetzt. Vom 1. Oktober 1906 bis zum 18. Juni 1912 war Kaldrack als Adjutant beim Bezirkskommando in Naugard kommandiert. Anschließend trat er mit der Beförderung zum Hauptmann als Kompaniechef in den Truppendienst zurück.
Mit Ausbruch des Ersten Weltkriegs machte sein Regiment mobil und rückte im Verbund mit der 3. Infanterie-Division in das neutrale Belgien ein. Dort nahm Kaldrack mit der von ihm geführten 4. Kompanie an den Schlachten an der Gete sowie bei Mons teil. Daran schlossen sich Kämpfe in Frankreich an und er erhielt gemeinsam mit seinem Regimentskommandeur Walter Leu am 14. Oktober 1914 das Eiserne Kreuz I. Klasse. Ende November 1914 verlegte das Regiment schließlich an die Ostfront und kam in Ostpreußen, Polen, den Karpathen, in Galizien, an der Zlota Lipa sowie am Sereth zum Einsatz. Im April 1916 kehrte sein Verband an die Westfront zurück, lag in Stellungskämpfen in der Champagne und war in die Schlacht an der Somme eingebunden. Nach einem dreimonatigen Einsatz im Osten, kam das Regiment Ende November 1916 nach Lothringen und Kaldrack wurde als Kommandeur des Füsilier-Bataillons am 31. Dezember 1916 mit dem Kreuz der Ritter des Königlichen Hausordens von Hohenzollern mit Schwertern ausgezeichnet.
Im weiteren Kriegsverlauf beteiligte er sich 1917 an den Schlachten bei Arras, in Flandern sowie bei Cambrai. Ende März 1918 kam er bei der Deutschen Frühjahresoffensive bis zu deren Einstellung im Juli zum Einsatz. Zuletzt befand er sich bis Kriegsende in permanenten Abwehrkämpfen. Für seine mehrfachen Verwundungen erhielt er das Verwundetenabzeichen in Mattweiß.
Nach der Gründung der Weimarer Republik wurde Kaldrack in die Reichswehr aufgenommen und zum 1. Oktober 1919 dem Reichswehr-Infanterie-Regiment 3 zugeteilt. Das Jahr 1920 verbrachte er als Kommandeur des 1. Bataillons dieses Regiments in Stargard. In späteren Jahren bildete die angebliche heimliche Zusammenarbeit der offiziellen Reichswehr in Stargard (die unter der Verantwortung von Kaldrack stand) im Jahr 1920 mit den in Pommern stationierten Abteilungen der Arbeitsgemeinschaft Roßbach als einer getarnten militärischen Reserveformation den Gegenstand umfangreicher öffentlicher und gerichtlicher Erörterungen.
Zum 1. Oktober 1920 erfolgte seine Versetzung in das Infanterie-Regiment 4, war ab dem 15. Juni 1921 Kommandeur des I. Bataillons und avancierte am 1. März 1923 zum Oberstleutnant. Daran schloss sich am 1. April 1926 eine Verwendung beim Stab des 2. (Preußisches) Infanterie-Regiments in Allenstein sowie seine Beförderung zum Oberst am 1. Februar 1928 an. Zum 31. Oktober 1928 wurde Kaldrack aus dem Militärdienst verabschiedet.
Im April 1928 nahm Kaldrack als Zeuge an dem vielbeachteten Stettiner Fememordprozess gegen Edmund Heines und sieben weitere Angehörige der ehemaligen Arbeitsgemeinschaft Roßbach teil, in dem diese Männer sich wegen der Tötung eines Landarbeiters im Landkreis Greifenhagen im Juli 1920 zu verantworten hatten. Kaldrack sollte in dem Prozess Auskunft zu der Frage erteilen, ob die Angehörigen der Arbeitsgemeinschaft in Pommern im Jahr 1920 heimliche Soldaten gewesen seien. Diese Frage war insofern von rechtlicher Relevanz, als in Hinblick auf ihre Schuld und die Schwere ihrer Strafe relevant war, ob sie während der von ihnen ausgeführten Tat Soldaten waren, die einen soldatischen Befehl ausführten (und ihnen somit Schutzbestimmungen des Militärstrafgesetzbuches zugutekamen), oder nicht. Weiter sollte geklärt werden, ob 1920 Pläne bestanden, die zwei Bataillone des Regiments in Pommern im Falle eines polnischen Angriffs auf Pommern oder schwerer kommunistischer Erhebungen durch Aktivierung der Roßbacher und öffentlich sichtbare Einbindung derselben in den Verband der pommerschen Reichswehr in eine Stärke von drei Bataillonen aufzuwachsen.
Nach dem Beginn des Zweiten Weltkriegs wurde Kaldrack im Mai 1940 zur Verfügung des Heeres der Wehrmacht gestellt und war bis zum 17. Januar 1941 Feldkommandant 503. Daran schloss sich bis zum 26. April 1941 eine Verwendung als Feldkommandant 520 in Antwerpen an. Von Ende April bis Mitte Juli 1941 gehörte Kaldrack der Führerreserve des Oberkommandos des Heeres an. Anschließend wurde er als Feldkommandant 200 eingesetzt, um am 25. August 1941 erneut in die Führerreserve des OKH versetzt zu werden. Am 31. Oktober 1942 wurde seine Mobilmachungsbestimmung aufgehoben.

### Familie
Kaldrack war verheiratet mit Eva Boehmer (1883–1967). Aus der Ehe ging mindestens einen Sohn hervor, Günther Kaldrack (1911–1945). Aus dessen Ehe mit Gerda Schwinning gingen drei Söhne sowie die Tochter Kara hervor. Die letztere, Enkeltochter von Otto Kaldrack, heiratete 1966 den Theologen Wolfgang Huber, nachmaliger EKD-Ratsvorsitzender und protestantischer Bischof.